# Петрозаводский базовый медицинский колледж

Памятная доска на здании колледжа

Петрозаво́дский базовый медицинский колледж — государственное учреждение среднего профессионального образования, старейшее учреждение медицинского образования Республики Карелия, расположен в Петрозаводске.

## История
Еще в 1868 г. при Петрозаводской губернской земской больнице по инициативе врача Людвига Васильевича Андрусевича существовала подготовка фельдшерских учеников. В ученики принимали окончивших уездные училища, курс подготовки длился 3 года..
В марте 1899 г. постановлением Олонецкого губернского земского собрания были открыты полугодовые курсы для акушеров, а 10 ноября 1899 года на базе курсов была открыта Петрозаводская фельдшерская школа Олонецкого губернского земства.
Школа первоначально помещалась в доме Рутковского, недалеко от земской больницы. В 1924 г. во время ликвидации техникума на пять лет, оно было передано под ушное отделение Центральной больницы.
Первым директором школы был назначен губернский врачебный инспектор Максимилиан Николаевич Мотрохин, преподавателями: Закона Божия — И. Богословский, латинского языка — В. В. Яновский, физики — И. Д. Ламанский, зоологии и ботаники — А. Ф. Кирикова, фармации и фармацевтической химии — А. И. Введенский (в 1901—1902 и 1916 г. возглавлял школу), физиологии — М. Н. Мотрохин и фармакологии — Э. Х. Нейланд.
В школу было принято 7 учеников. Устав школы был утвержден 13 октября 1899 г. Согласно уставу школа содержалась за счёт земства и платы за обучение.
Плата за учёбу вносилась за каждое полугодие вперёд. Губернская земская управа была вправе уменьшать плату ученикам или освобождать от её внесения за особые успехи.
В школу принимались лица мужского пола не моложе 16 лет и не старше 21 года, представившие удостоверения об удовлетворительных познаниях не ниже 4 классов мужских гимназий и реальных училищ или полного курса городских и духовных училищ.
Впоследствии в школу стали приниматься и женщины — в 1909 г. в школе был открыт акушерский класс и школа стала фельдшерско-акушерской. Обучение в школе было трёхгодичным.
После Октябрьской революции школа была преобразована в Петрозаводскую городскую рабоче-крестьянскую школу 3-й ступени с медицинским уклоном, в 1920 г. — в фельдшерско-акушерскую школу, с 1924 г. — в фельдшерско-акушерский техникум, с 1929 г. в Первый Карельский медицинский политехникум, с 1935 года — фельдшерско-акушерскую школу имени доктора И. А. Шифа (доктор медицины Исаак Александрович Шиф руководил учебным заведением в 1903—1915, 1918—1925, 1929 годах).
Футбольная команда Медтехникум стояла у истоков проведения первенства г. Петрозаводска по футболу, участвовала в первом его розыгрыше в 1924 г..
В 1931 г. по инициативе директора школы И. Я. Румянцева было построено новое здание школы. В 1933 г. при директоре Панкевиче были открыты курсы инструкторов-дезинфекторов, в 1936 г. директором Ристалевым — школа медсестер. В 1940 г. школа уезжала в г. Выборг, где стала основательницей Виипурской фельдшерско-акушерской школы, на время войны не действовала, в 1944 г. открыта в г. Сегеже, после освобождения Петрозаводска вернулась в родной город. В 1970-е гг. было построено новое современное здание училища.
С 1953 г. учебное заведение стало называться Петрозаводским медицинским училищем, а с 15 декабря 1994 г. училище было преобразовано в базовый медицинский колледж.
В учебном заведении преподавали известные деятели медицины: И. М. Рясенцев, М. Н. Заводовский, В. А. Баранов, К. А. Гуткин, М. Д. Иссерсон (в декабре 1917 — январе 1918 гг. возглавлял школу), И. К. Мейер, М. Ф. Леви, Е. Ф. Луговской, З. М. Иссерсон, Н. Д. Цаль, М. Д. Журавлев, З. И. Толкачева, М. Т. Бриль и другие, заслуженный учитель школы Карельской АССР М. М. Пименова, заслуженный работник здравоохранения Республики Карелия Г. И. Вайнблат, Известными выпускниками были В. А. Баранов, К. А. Гуткин, П. В. Студитов.
Среди директоров учебного заведения были заслуженные врачи Карелии — Евдокия Ивановна Фомина (1937—1939), Лидия Теодоровна Филимонова. (1950), Ариадна Сергеевна Фаддеева (1944—1955), Александра Трофимовна Лапчук (1956—1959), Дмитрий Игнатьевич Москальченко (1959—1982), Алла Петровна Сорокина (1993—2000-е гг.).
Подготовка специалистов в колледже ведётся по специальностям «Лечебное дело», «Акушерское дело», «Сестринское дело», «Лабораторная диагностика».